# Marion, Alabama
Marion är administrativ huvudort i Perry County i Alabama och säte för Judson College. Orten har fått sitt namn efter militären Francis Marion. Vid 2020 års folkräkning hade Marion 3 176 invånare.